# Arthur Moreira Lima
Arthur Moreira Lima (ur. 16 lipca 1940 w Rio de Janeiro, zm. 30 października 2024 we Florianópolis) – brazylijski pianista, laureat wielu konkursów muzycznych, w tym II nagrody podczas VII Międzynarodowego Konkursu Pianistycznego im. Fryderyka Chopina (1965).

## Życiorys
Na fortepianie zaczął grać w wieku siedmiu lat. W 1960 roku wyjechał na stypendium do Paryża, gdzie pobierał nauki m.in. u Marguerite Long. W latach 1963–1968 studiował w Konserwatorium Moskiewskim w ramach stypendium rządu Związku Radzieckiego.
W trakcie swojej kariery wystąpił podczas wielu konkursów pianistycznych, gdzie zdobył liczne nagrody. W bardzo młodym wieku wygrał konkursy zorganizowane przez brazylijską orkiestrę symfoniczną (1949 i 1952) i ministerstwo kultury (1956). Później brał udział w wielu prestiżowych konkursach międzynarodowych:
- Międzynarodowy Konkurs Pianistyczny w Rio de Janeiro (1957) – X nagroda
- Międzynarodowy Konkurs Pianistyczny w Rio de Janeiro (1962) – III nagroda
- VII Międzynarodowy Konkurs Pianistyczny im. Fryderyka Chopina (1965) – II nagroda
- Międzynarodowy Konkurs Muzyczny w Montrealu (1968) – IX nagroda
- Międzynarodowy Konkurs Pianistyczny w Leeds (1969) – III nagroda
- Międzynarodowy Konkurs Muzyczny im. Piotra Czajkowskiego (1970) – III nagroda

Wziął też udział w Międzynarodowym Konkursie im. Marguerite Long i Jacques’a Thibaud w Paryżu (1961) i Międzynarodowym Konkursie Pianistycznym im. Van Cliburna (1962), jednak nie odniósł tam większych sukcesów.
Występował w wielu państwach Europy, Azji i w obu Amerykach. Wielokrotnie powracał do Polski (grał m.in. podczas Międzynarodowego Festiwalu Chopinowskiego w Dusznikach-Zdroju).
W 2021 roku brał udział w pracach jury XVIII Międzynarodowego Konkursu Pianistycznego im. Fryderyka Chopina w Warszawie.

## Repertuar i dyskografia
Dysponował bogatym repertuarem, w którym znajdowały się utwory autorstwa m.in. Fryderyka Chopina, Ferenca Liszta, Roberta Schumanna, Siergieja Rachmaninowa, Modesta Musorgskiego, Siergieja Prokofiewa, Heitora Villi-Lobosa i Astora Piazzoli.
Nagrał kilkadziesiąt płyt, m.in. dla wytwórni Polskie Nagrania „Muza”, EMI, Brilliant Classics, Azul i Sony Music Distribution.